# Kanin Stanley
Kanin Stanley (tiếng Thái: คณิน สแตนลีย์, sinh ngày 31 tháng 3 năm 1989) còn có nghệ danh là Ohm (โอม), là một diễn viên và người mẫu người Thái gốc Úc. Anh được biết đến qua các vai diễn trong Mãi mãi một tình yêu (2015), Ánh hoàng hôn rực rỡ (2017), Hành trình của con tim (2017), Yêu thầm anh xã (2020)... Bộ phim nổi bật nhất của anh là Nàng dâu đại gia (2021) đóng với Prima Bhunjaroeun.

## Tiểu sử và học vấn
Kanin Stanley sinh ngày 31 tháng 3 năm 1989 tại Băng Cốc, Thái Lan.
Anh tốt nghiệp Cử nhân khoa Kiến trúc trường Đại học Chulalongkorn.

## Sự nghiệp
Năm 2010, Ohm bước vào ngành giải trí thông qua cuộc thi "Cleo".
Năm 2012, Ohm tham gia phim điện ảnh đầu tiên Virgin Am I vai An Yong.
Năm 2013, Ohm tham gia phim truyền hình Tấm lòng vàng son vai Apichart.
Hiện tại, Ohm vẫn đang đóng phim cho đài CH3, trong đó vai diễn nổi bật nhất là Traiwit trong Nàng dâu đại gia (2021).

## Các phim đã tham gia

### Phim điện ảnh
| Năm  | Tên gốc     | Tên tiếng Việt  | Vai             |
| ---- | ----------- | --------------- | --------------- |
| 2012 | Virgin Am I |                 | An Yong (Leech) |
| 2015 | Single Lady | Thoát ế chưa em | Oh              |

### Phim truyền hình
| Năm  | Tên gốc                               | Tên tiếng Việt                   | Vai                                           | Đài |
| ---- | ------------------------------------- | -------------------------------- | --------------------------------------------- | --- |
| 2013 | Khun Chai Ronapee                     | Ảo vọng giàu sang                | Adun Choemsiri (nhỏ)                          | CH3 |
| 2013 | Nang Rai Sai Lab                      | Điệp vụ chân dài                 | (khách mời)                                   | CH3 |
| 2013 | Thong Nuea Kao                        | Tấm lòng vàng son / Lửa thử vàng | Apichart                                      | CH3 |
| 2015 | Mafia Luerd Mungkorn: Singha          | Thời đại anh hùng: Sư tử         | Taokae Sia (trẻ)                              | CH3 |
| 2015 | Mafia Luerd Mungkorn: Krating         | Thời đại anh hùng: Bò tót        | Taokae Sia (trẻ)                              | CH3 |
| 2015 | Mafia Luerd Mungkorn: Raed            | Mafia huyết long: Tê giác        | Taokae Sia (trẻ)                              | CH3 |
| 2015 | Mafia Luerd Mungkorn: Hong            | Mãnh hổ: Thiên nga               | Taokae Sia (trẻ)                              | CH3 |
| 2015 | Neung Nai Suang                       | Mãi mãi một tình yêu             | Pinit Panatpong                               | CH3 |
| 2015 | Fai Lang Fai                          | Ngọn lửa tình yêu                | Sattawat Dechalertrat                         | CH3 |
| 2016 | Tan Chai Kummalor                     |                                  | Noi / Khun Chai Noi / Taywin                  | CH3 |
| 2016 | Naree Rissaya                         | Vì em mà ghen                    | Narin                                         | CH3 |
| 2017 | Tawan Yor Saeng                       | Ánh hoàng hôn rực rỡ             | Tada                                          | CH3 |
| 2017 | Sai Tarn Hua Jai                      | Hành trình của con tim           | Ong                                           | CH3 |
| 2018 | My Hero Series: Matupoom Haeng Huajai | Quê hương trong tim              | Adisak Buranadamrong                          | CH3 |
| 2018 | My Hero Series: Tai Peek Puksa        | Dưới khoảng trời kia             | Adisak Buranadamrong                          | CH3 |
| 2018 | Rim Fung Nam                          |                                  | Anas Wanitsathi (Earth)                       | CH3 |
| 2019 | The Man Series: Pupa                  |                                  | Wayha Klakraeng / "Phat" Juraphat Chuakornkul | CH3 |
| 2020 | Rabam Mek                             | Vũ khúc vân mây                  | Prin Keitaporn                                | CH3 |
| 2020 | Ok Keub Hak Ab Ruk Khun Samee         | Yêu thầm anh xã                  | Kob                                           | CH3 |
| 2021 | Maya Sanaeha                          | Ảo ảnh tình yêu                  | Pakorn / "Korn"                               | CH3 |
| 2021 | Sapai Jao Sua                         | Nàng dâu đại gia                 | Traiwit Sethakitdechakul                      | CH3 |
| 2022 | Sroi Sabunnga                         | Sợi dây hoàng lan                | Andy                                          | CH3 |
| 2022 | Game Prattana                         | Trò chơi khát vọng               | Phakhin Weerayawanich                         | CH3 |
| 2023 | Pah Nang Suer                         | Quý cô rừng xanh                 | Neung                                         | CH3 |
| 2023 | Prom Likit                            | Định mệnh                        | George Phaulkon                               | CH3 |

## Âm nhạc

### Xuất hiện trong MV
- "Thank You For Leaving Me" - Sudarat Phaoppatimakorn
- "I Can't Go or She Won't Go" - Four-Mod
- "Flower Language" - Calories Blah Blah